# Casuaria angulinea
Casuaria angulinea är en fjärilsart som beskrevs av William Schaus 1913. Casuaria angulinea ingår i släktet Casuaria och familjen mott. Inga underarter finns listade i Catalogue of Life.